# Сухой Карабулак (село)
Сухой Карабулак — село в Базарно-Карабулакском районе Саратовской области Российской Федерации, входит в состав населённых пунктов Максимовского муниципального образования.

## География
Село Сухой Карабулак расположено в Базарно-Карабулакском районе, в 29 км к Югу от районного центра Базарный Карабулак и в 60 км от города Саратова на берегу реки Сухой Карабулак. Со всех сторон Сухой Карабулак окружён холмами, оврагами и сельскохозяйственными угодиями.

## Население
По данным переписи населения 2010 года в селе Сухой Карабулак проживало 869 человек, из них 412 мужчин и 457 женщин.

## История
Мордовское (эрзя) село Сухой Карабулак было основано при одноимённой речке в середине XVIII века (в качестве более точной даты упоминается 1748 год).
В 1880 году в селе освятили деревянный храм во имя иконы Казанской Божией Матери. По престолу село также начали называть Богородским.
С приходом Советской власти жизнь в селе начала перестраиваться на новый лад. 26 ноября 1918 года сухо-карабулакский мордовский волостной Совет избрал комиссию для выполнения декрета Советского правительства об отделении церкви от государства и школы от церкви. Административно Сухой Карабулак стал центром одноимённого сельсовета и 12 ноября 1923 года был включён в Елшанскую волость. 
В 1928 году была построена новая деревянная школа со светлыми просторными классами, вскоре преобразованная в семилетку. 
Великая Отечественная война унесла жизни 119 жителей Сухого Карабулака. 
В 1947 году местная школа стала восьмилетней, а в 1964 году – средней. Школьное здание неоднократно перестраивалось и расширялось, также был построен интернат для старшеклассников из соседних сел. В 1985 году было сдано в эксплуатацию современное типовое двухэтажное здание школы. На тот момент Сухой Карабулак был центральной усадьбой колхоза имени XXI партсъезда.
В постсоветские годы Сухой Карабулак был центром одноимённого округа, после чего вошёл в состав Максимовского муниципального образования.

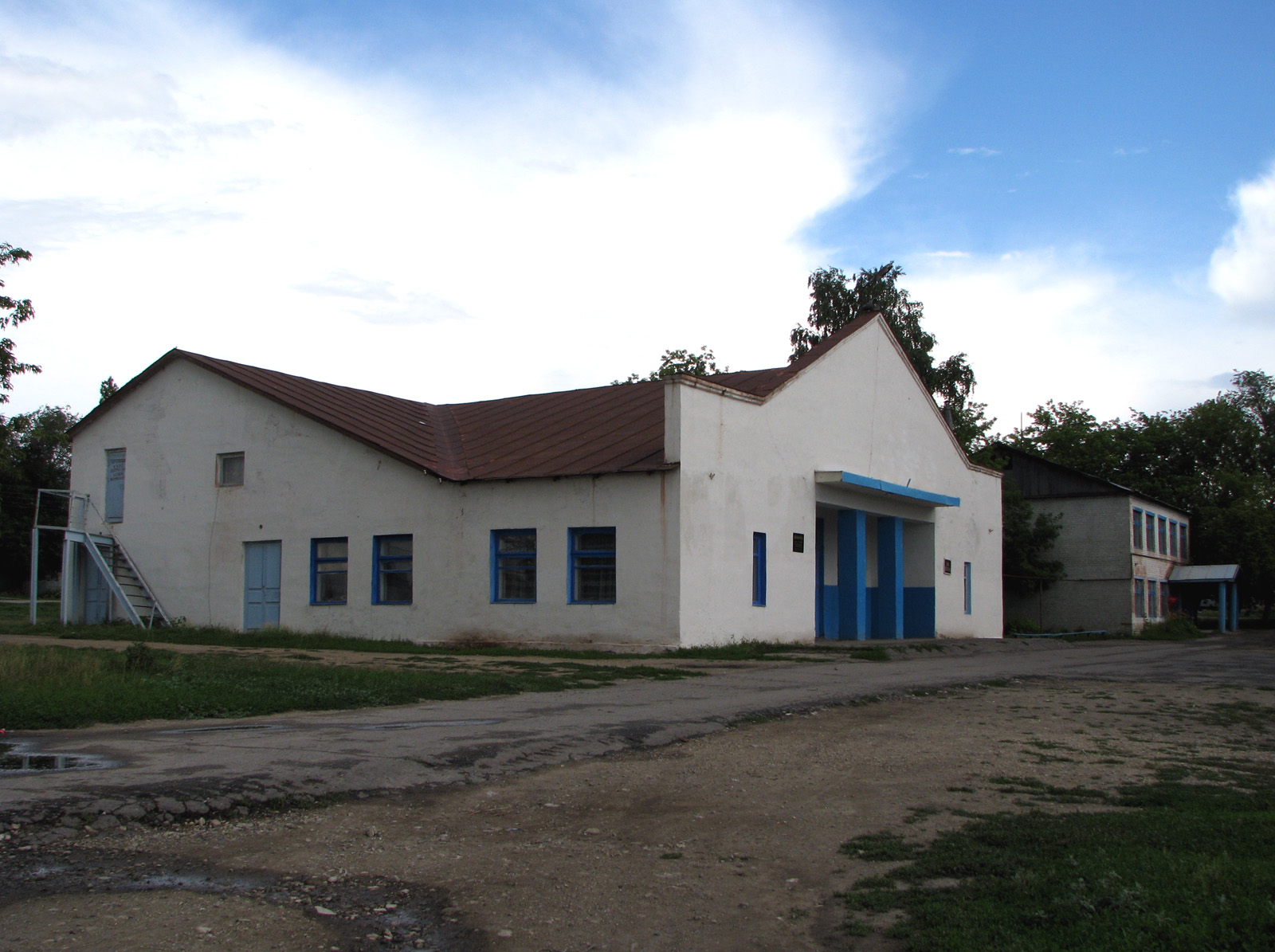
Дом культуры

## Инфраструктура
В настоящее время в Сухом Карабулаке преимущественно проживают представители мордовской национальности.
Имеются отделение связи, детский сад, средняя общеобразовательная школа, дом культуры, фельдшерско-акушерский пункт, магазины, водонапорная башня, рыбонагульный пруд. 

## Известные люди
- Алексей Петрович Босов — участник Великой Отечественной войны, Герой Советского Союза;
- Марина Игоревна Симановская — хип-хоп исполнительница, автор песен.

## Уличная сеть
В селе несколько улиц: ул. Чапаева, ул. Советская, ул. Толстого, ул. Центральная, ул. Молодёжная, ул. Лесная, ул. Некрасова, ул. Дорожная. 